# キミオアライブ
『キミオアライブ』（英語: KIMIOALIVEは、恵口公生による日本の漫画。『月刊少年マガジン』（講談社）2019年11月号より連載開始、作者急逝のため未完・絶筆のまま2020年9月号の掲載分で終了した。

## 概要
目標を書く「夢ノート」をつけていた高校1年生の長谷川君生がYouTuberとして同級生を巻き込んで夢をかなえていく物語。
YouTuberの主人公の漫画がまだなかったとき編集者の提案により、その職業にネガティブなイメージが多いから挑戦しようとして生まれた。
単行本第1巻が発売された2020年4月16日は新型コロナウイルス感染症の流行による緊急事態宣言下であり、書店が営業時間短縮、または休業したことと、まだあまり知られていない新人ということもあって発売初週の売り上げが厳しい状況で、全3巻での終了を編集部から告知されてしまう。恵口もその判断に一定の理解を示し、終了するかは同年8月の第2巻発売の初週売上で決まることとなった。しかし、どうしても納得がいかない恵口と担当編集者は経緯をTwitterに投稿、読んでもらえる機会を失ったまま反省すべき箇所も正確にはつかめないまま終わってしまうと言い、終了を回避するためにTwitter上で作品やキャラクターを紹介するなど販促活動を開始。また、Twitterを調査することにしたものの、予算が出なかったため有料のツールは使わず、毎日決まった時間にツイートのスクリーンショットをとり、どの時間に何のツイートが伸びたか、フォロワーが増えたタイミングを徹底的に測った。それにより4月と比べて7月にはフォロワー数が約4倍、実店舗総売上約3.5倍、Amazon売上約5倍、kindle売上約6倍、Amazonレビュー数約10倍と大きく伸ばした。
7月の時点で連載終了を回避したわけではなく、第2巻の発売まで死にもの狂いで頑張ろうと担当編集者とお互いを励まし合ったが、その矢先の8月17日に恵口は緊急入院、2日後の同月19日に急死した。入院した日は単行本第2巻発売日であった。
2020年9月号に掲載された話が最後となった。同年12月発売の単行本第3巻は未掲載だった第12話のネーム、Twitterに投稿された漫画やイラストが収録され、紙版は先着1万人へプレゼントする形となり、電子版は第2巻に追加収録、購入済みの読者が無料でダウンロード可能。
恵口の家族によると、恵口は本作のキャラクター作りに思い入れがあり、主人公と自分を重ねたかはわからないが、描き続けるにつれて重なってしまったのかもしれないとし、本作で描きたかったのはヒューマンストーリーで、徐々に登場人物の成長物語にしていきたかった、色々膨らませていくつもりで伏線を張り、回収も上手だったという。また、恵口の母は連載打ち切りの危機から巻き返しを図るためTwitterに掲載したショート漫画が大きな反響を呼んだことで「バズる」ということを経験し、書店の従業員が本作の話題で盛り上がっていたことが震えるほど嬉しかったという。恵口の姉は恵口が描いた本を買うことが快感だったといい、主人公と同じく好きなことで生きていたいというのが恵口の人生のテーマで、自分のやりたいことを貫き夢を叶えたとしている。

## 登場人物
長谷川 君生（はせがわ きみお）
本作の主人公。双英高校普通科に通う一年生。通称、キミオ。ノートにびっしりやりたい事を記入している。それは簡単に出来そうな物から実現不可能に思えるまで様々。自身も、その記入した事を全て本気でやろうと思っている。それを叶えるため、YouTuberになる事を決意する。人の名前を覚えるのが苦手。
権田 孤太朗（ごんだ こたろう）
自称一年最強の男。情報部の九条、コミュ力の高い山岸と組み、スクールカースト上位を狙う。ヤンキーだが、妙に動画配信に詳しい。
八乙女・アンジェリカ・梅子（やおとめ・アンジェリカ・うめこ）
高校一年生。君生に好意を寄せる少女で、広島弁で喋る。実家は極道。君生とは病院で知り合った。
須賀 清鷹（すが きよたか）
高校の生徒会副会長を務め、優秀な生徒を集めた特進科の二年生。秩序を好み、夢の奔走に実現する君生を目の仇にする。

## 書誌情報
- 恵口公生 『キミオアライブ』（講談社）〈KCデラックス〉、全3巻（電子版：全2巻）
  1. 2020年4月16日発売[講 1]、ISBN 978-4-06-519077-7
  2. 2020年8月17日発売[講 2]、ISBN 978-4-06-520549-5
  3. 非売品（紙版のみ）

### 講談社コミックプラス
以下の出典は講談社コミックプラス（講談社）内のページ。書誌情報の発売日の出典としている。
1. ↑  “『キミオアライブ（1）』”. 講談社コミックプラス.   講談社. 2021年11月22日閲覧。
2. ↑  “『キミオアライブ（2）』”. 講談社コミックプラス.   講談社. 2021年11月22日閲覧。